# (23995) Oechsle
(23995) Oechsle est un astéroïde de la ceinture principale d'astéroïdes.

## Description
(23995) Oechsle est un astéroïde de la ceinture principale d'astéroïdes. Il fut découvert le 7 septembre 1999 à Socorro (Nouveau-Mexique) par le projet LINEAR. Il présente une orbite caractérisée par un demi-grand axe de 2,35 UA, une excentricité de 0,20 et une inclinaison de 1,8° par rapport à l'écliptique.

## Compléments